# Agramatisme
L'agramatisme o acatafàsia és un trastorn que afecta a la parla. Aquells que pateixen aquesta disfunció solen crear oracions de no més de tres o quatre paraules.
Així, una oració com: Ahir vaig portar caramels a l'escola per als companys podria ser formulada com: Ahir portar caramel escola companys. Els agramàtics presenten també problemes per a estructurar correctament les oracions. Això els pot portar a expressar el contrari d'allò que volen manifestar. Per exemple, l'oració "l'ocell menjava un cuc" pot ser expressada com "cuc menja ocell". És evident en aquest cas que s'han intercanviat subjecte i objecte invertint el significat de la frase.
Tanmateix, altres estudis lingüístics demostren que l'agramatisme en llengües romàniques afecta principalment la flexió verbal, ja que la desaparició d'alguns morfemes lèxics produiria paraules sense significat.
Sovint l'agramatisme apareix a causa de lesions a l'àrea de Broca del cervell, com en el cas de l'afàsia de Broca.

## Símptomes
- ús d'estructures molt simples i curtes
- dificultats en la utilització de verbs
- construcció d'oracions gramaticalment incorrectes
- poc ús del verb auxiliar
- pèrdua dels sufixos.